# Huppe
Pour les articles homonymes, voir Huppe (homonymie) et Aigrette.

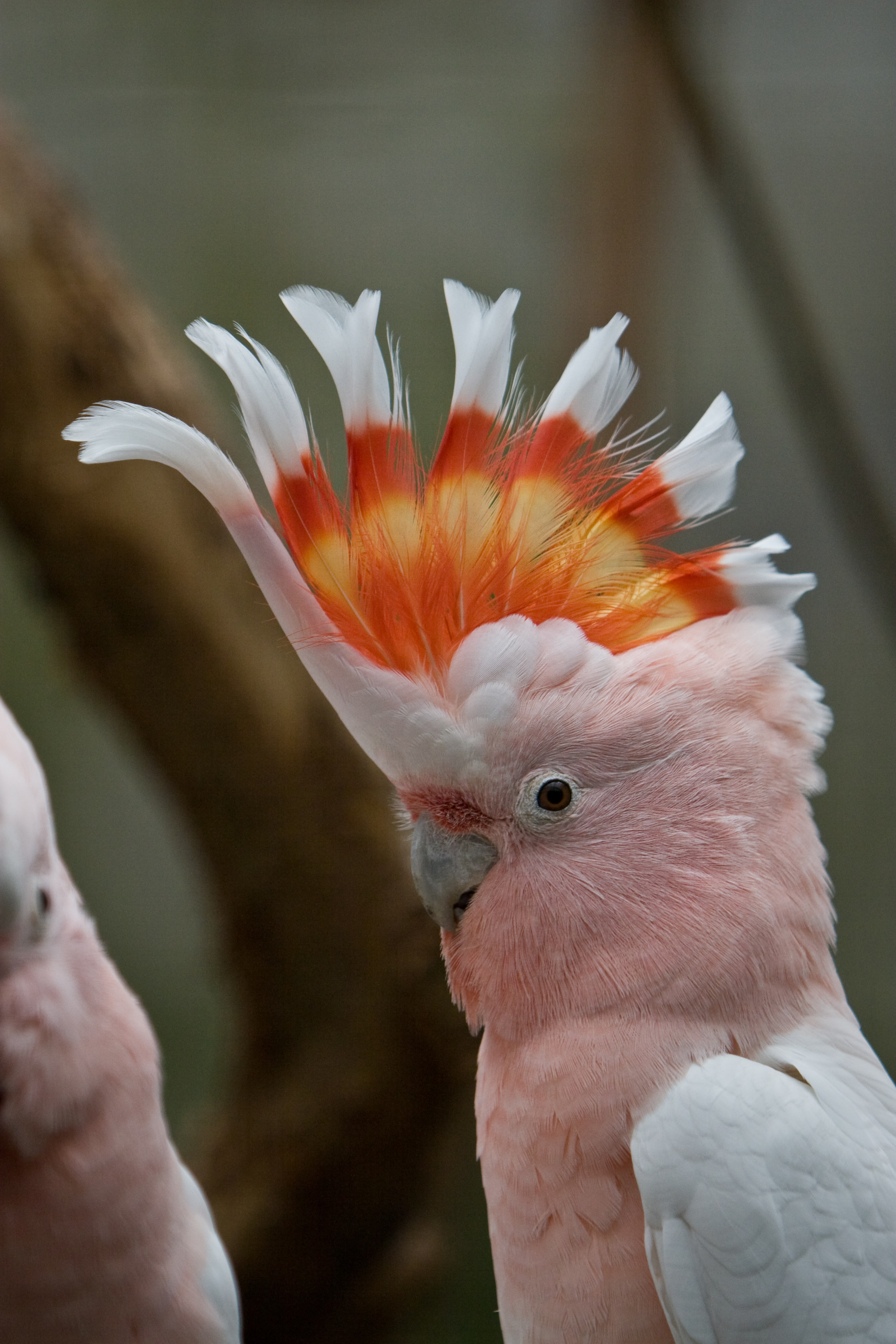
Un Cacatoès de Leadbeater dressant sa huppe

Une huppe est un ensemble de plumes remarquables dressées sur la tête de certains oiseaux ou dinosaures. Les aigrettes sont des plumes (parfois seulement deux) arborées sur la tête de certains oiseaux, pouvant faire penser à des cornes ou des oreilles. Les deux termes ne sont pas synonymes mais comportent de nombreuses similitudes et parfois se confondent.
La crête du coq ne doit pas être considérée comme une huppe puisqu'elle n'est pas constituée de plumes. Il s'agit plus précisément d'une caroncule.

## Exemples
Certaines familles d'oiseaux, comme les Cacatuinae (dont les cacatoès), comptent un grand nombre d'espèces pourvues de huppes notables.
Certaines espèces, comme le paon bleu ou la grue royale, présentent des huppes remarquables.
Les huppes de certains oiseaux leur ont donné leurs noms, tels que la mésange huppée, le cormoran huppé, le harle huppé, le grèbe huppé, ou encore le vanneau huppé.
Certains hiboux, comme le hibou moyen-duc par exemple, sont dotés de deux aigrettes sur le dessus de la tête dont la forme évoque celle des oreilles de chat, ce qui leur vaut le surnom générique de « chat-huant », surnom qui s'applique plus spécifiquement à la chouette hulotte (alors que celle-ci ne porte pas d'aigrettes). Les aigrettes des hiboux n'ont aucun lien avec leur audition.
L'aigrette garzette doit son nom aux deux longues aigrettes constituées d'une plume chacune, arborées en période nuptiale. La grande aigrette, malgré son nom, ne présente pas d'aigrettes. Le héron cendré, autre grand échassier, possède deux longues plumes nucales, difficilement observables, s'apparentant à des aigrettes.
Il existe trois espèces de la famille des Upupidae dont le nom normalisé utilise le terme de huppe : la huppe fasciée, la huppe d'Afrique, et la huppe de Madagascar. Les huppes de ces trois espèces sont érectiles.
Le nom vernaculaire de la huppe fasciée est même plus simplement "huppe", nom dérivé du terme en latin classique upupa désignant le genre upupa, via le bas latin ūppa. La forme d'origine est probablement onomatopéique ; en effet le chant de cet oiseau est un monotone houpoupoup.

D'autres oiseaux peuvent avoir une huppe, comme par exemple le geai de Steller. 

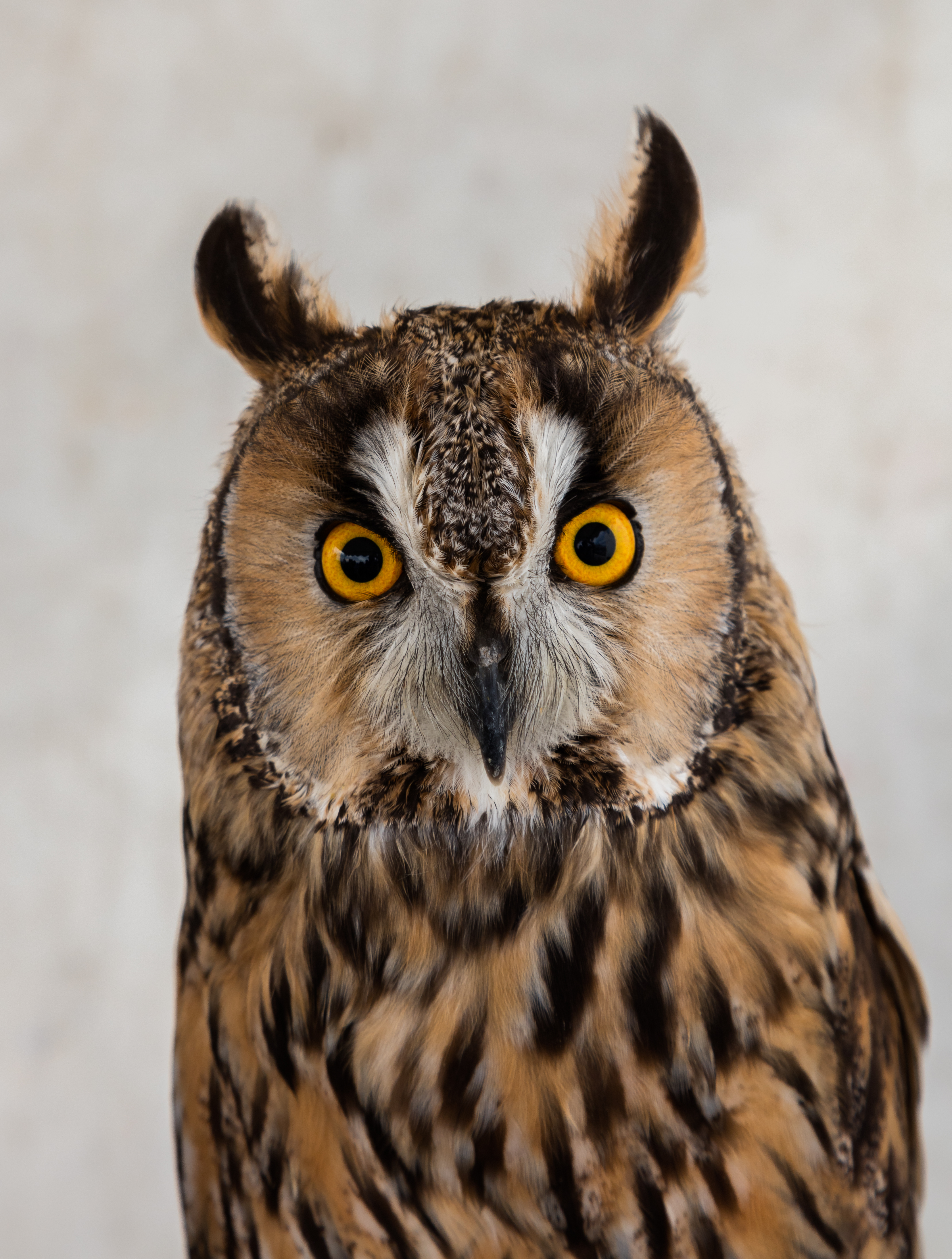
Hibou moyen-duc présentant deux grandes aigrettes
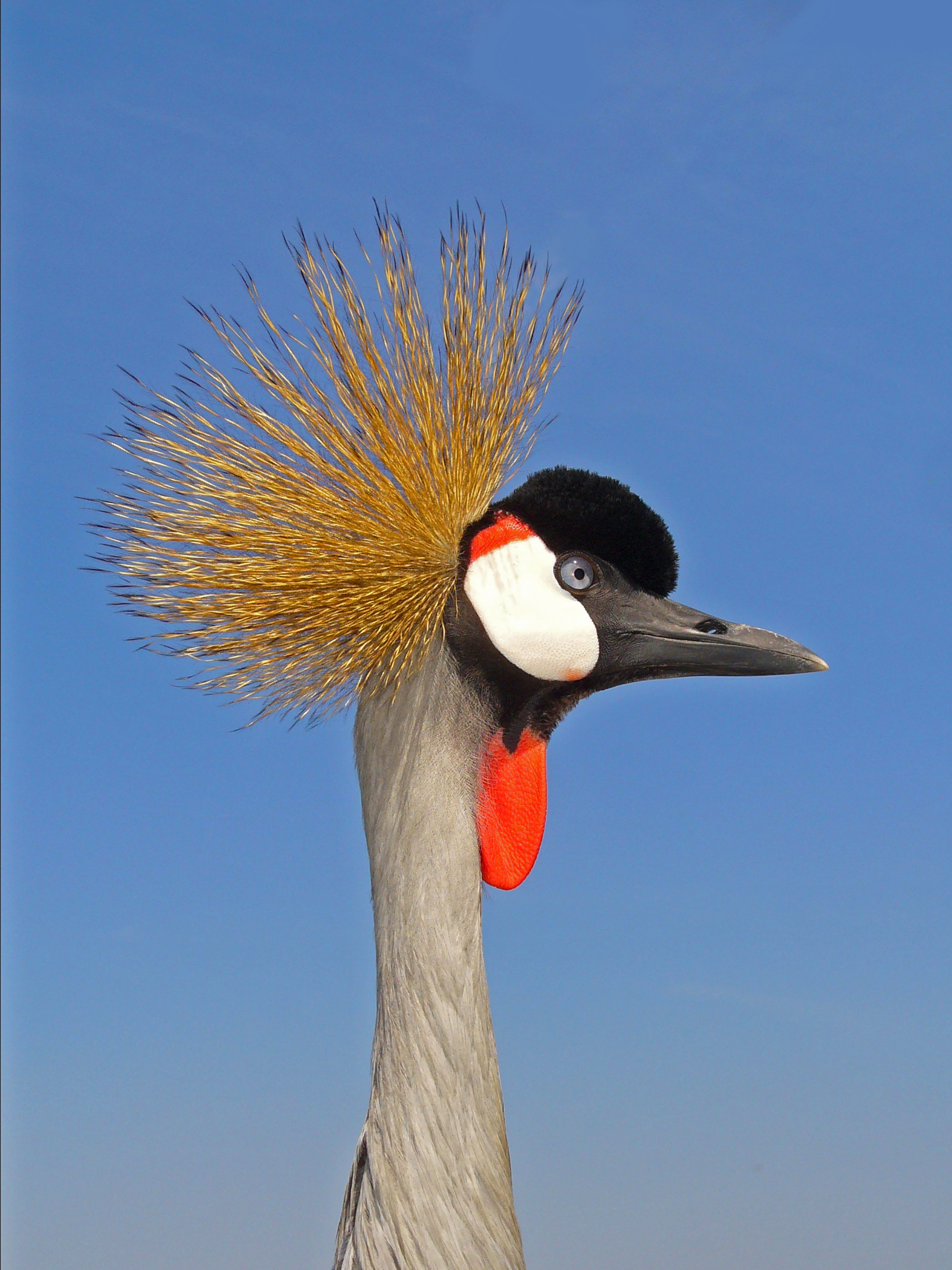
Huppe de la grue royale, constituée de plumes
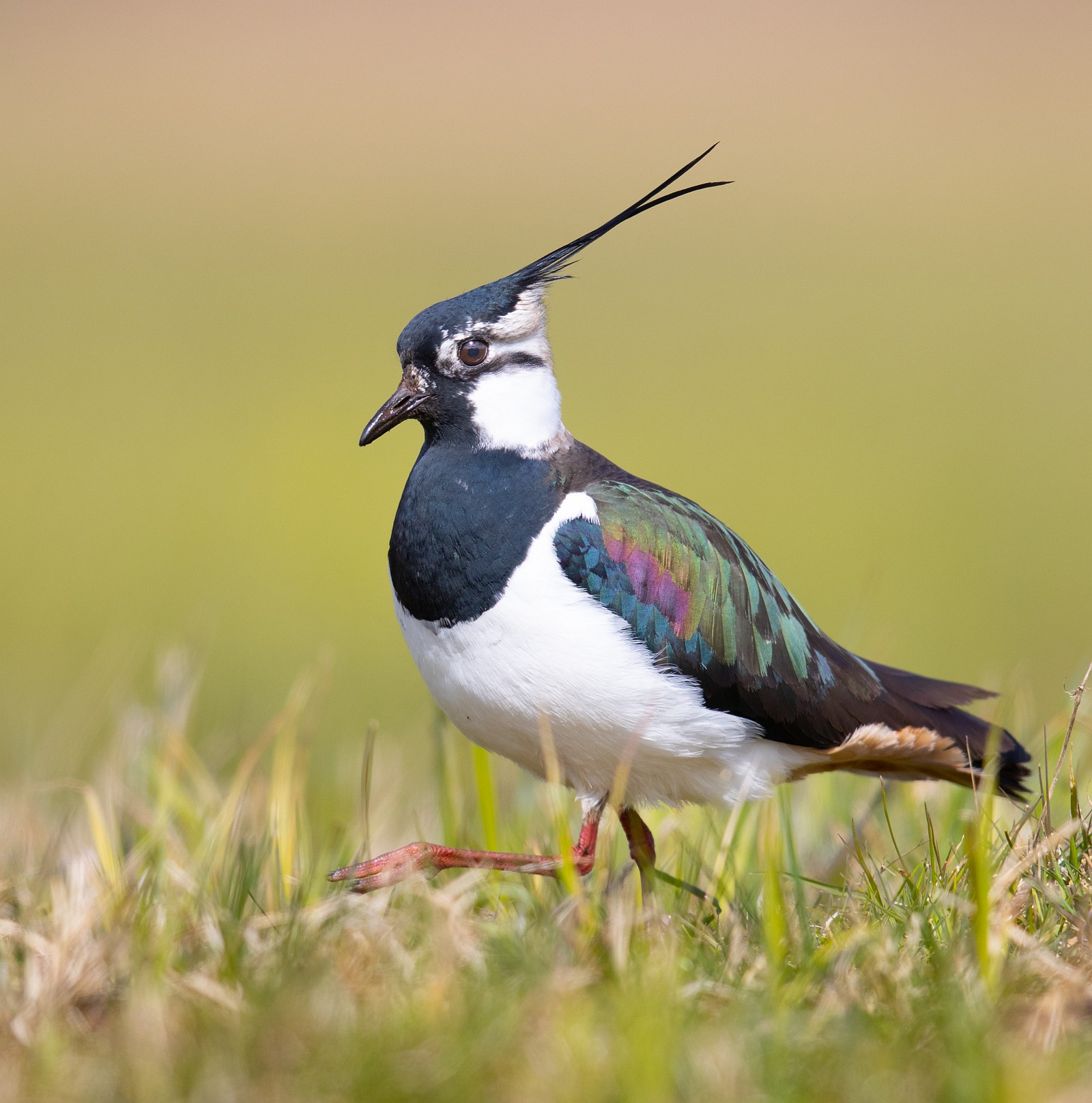
Un vanneau huppé, dont la huppe ressemble à des aigrettes
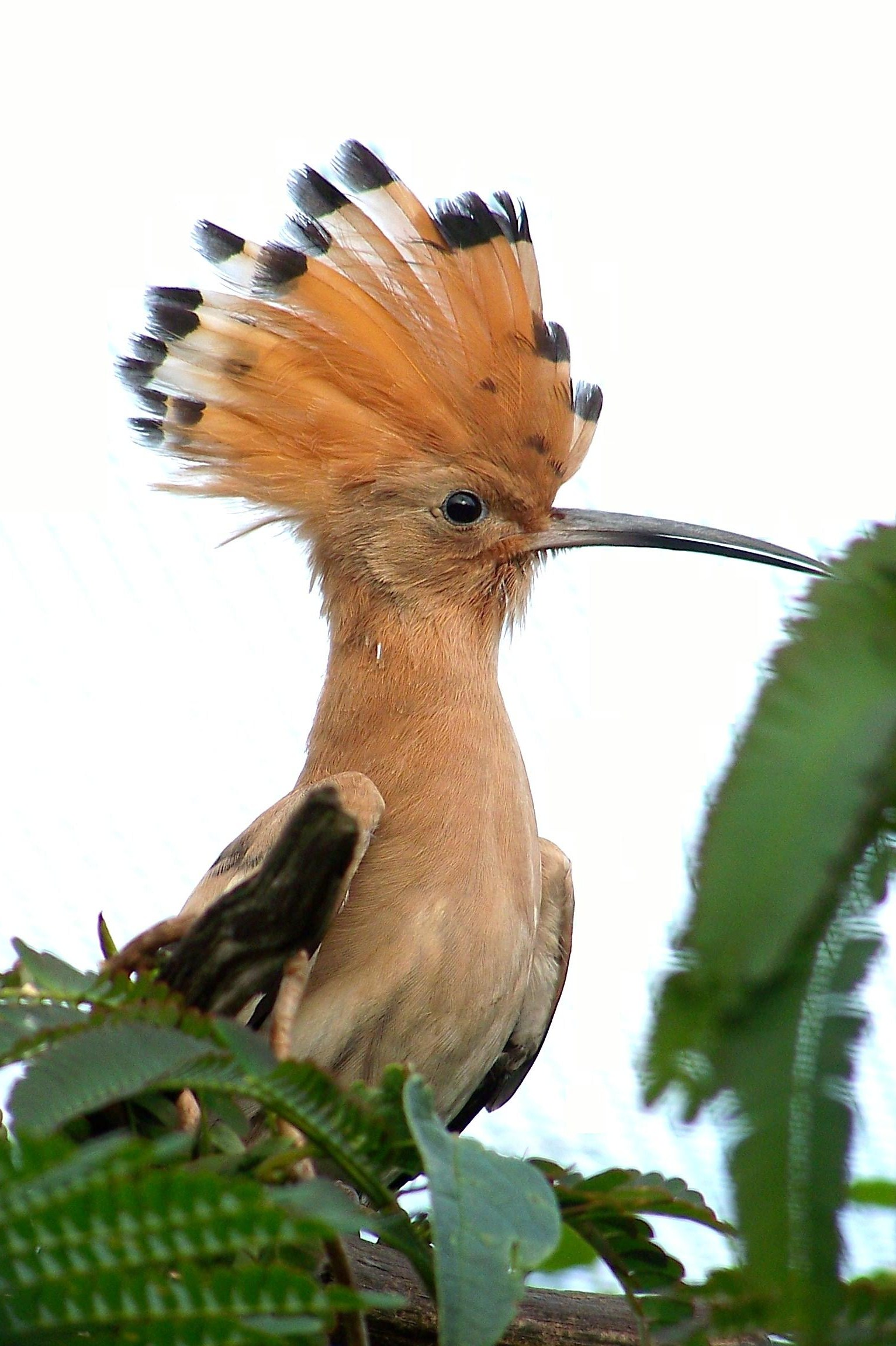
Détails d'une huppe fasciée
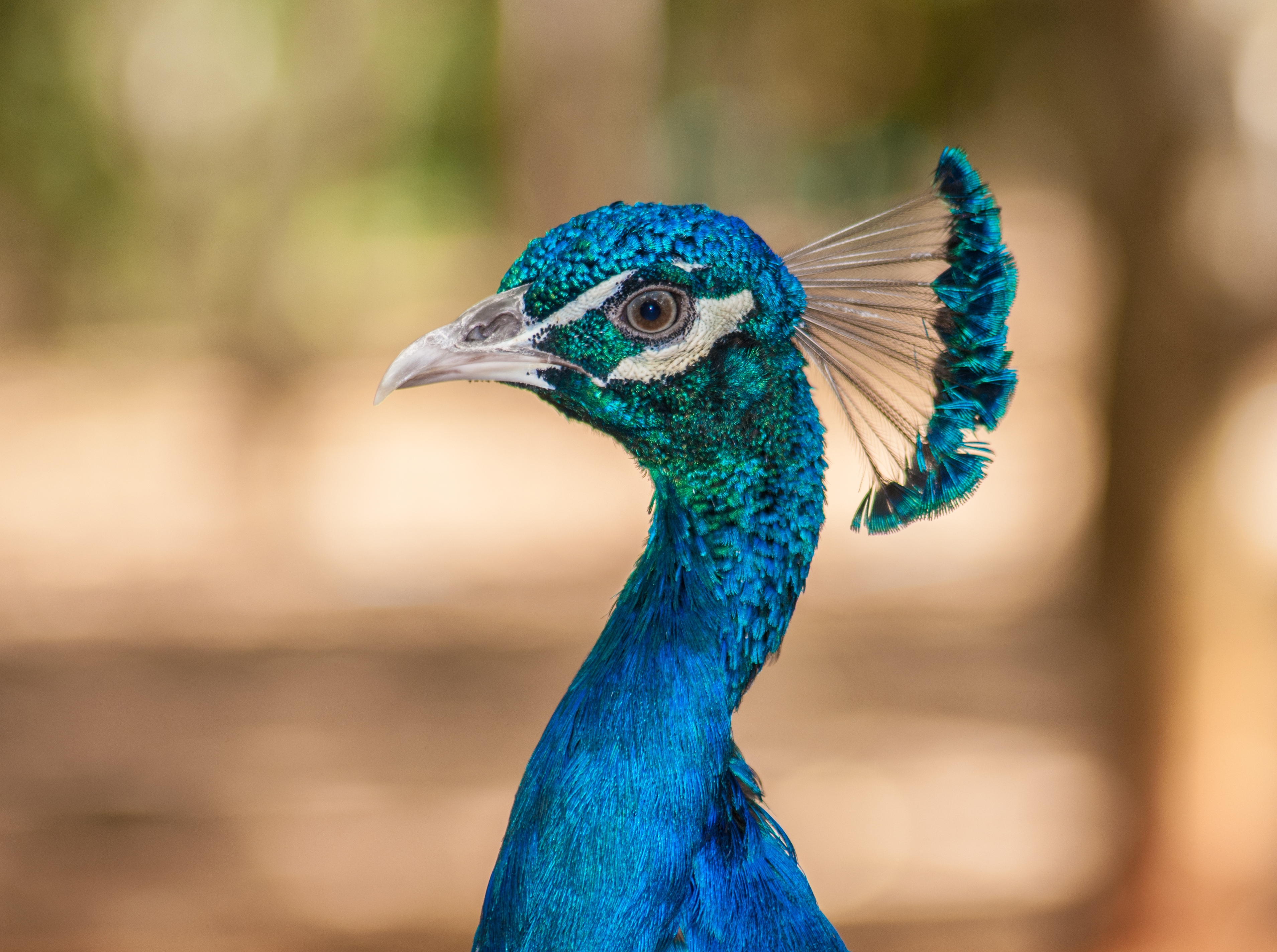
Huppe du paon bleu
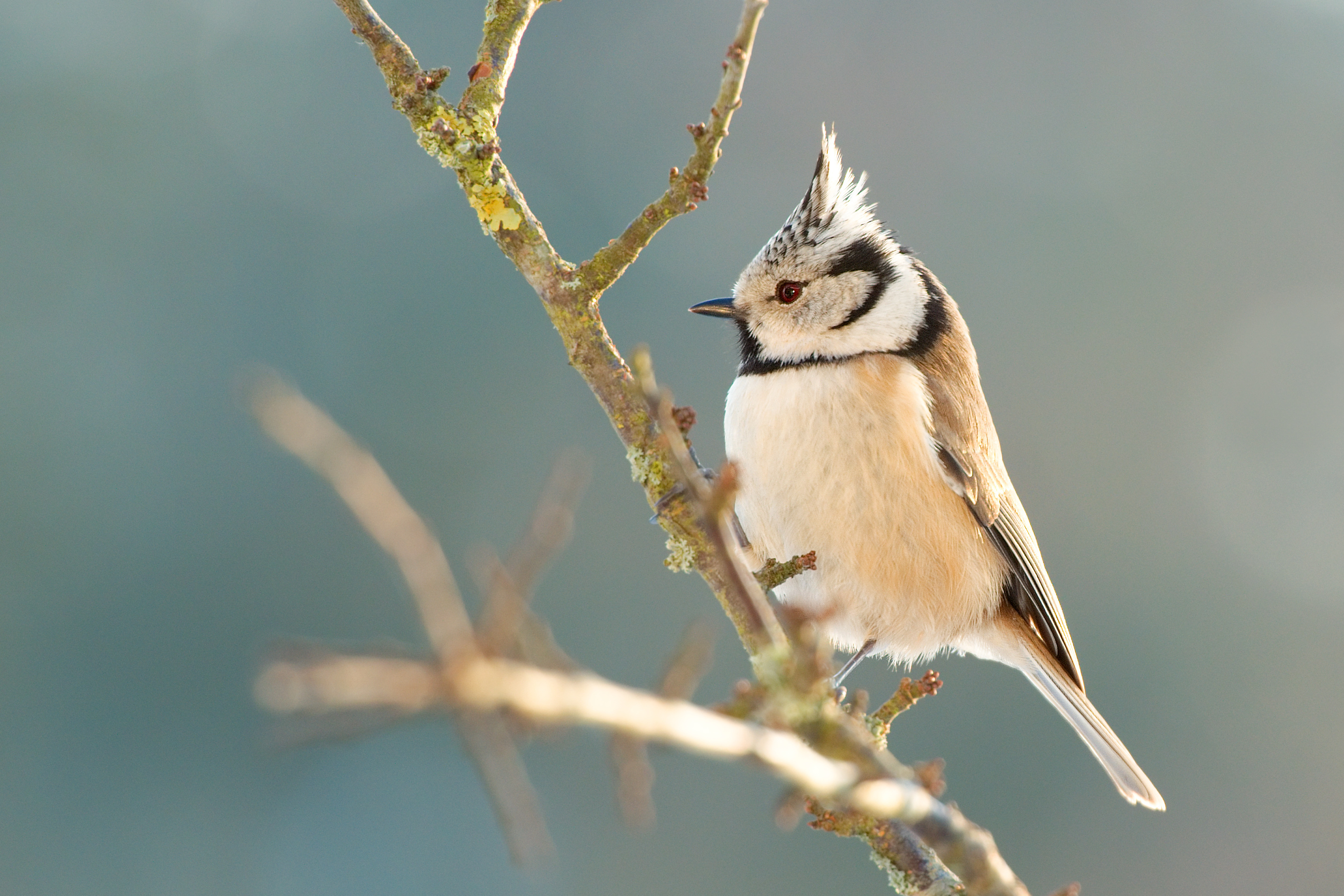
Une mésange huppée
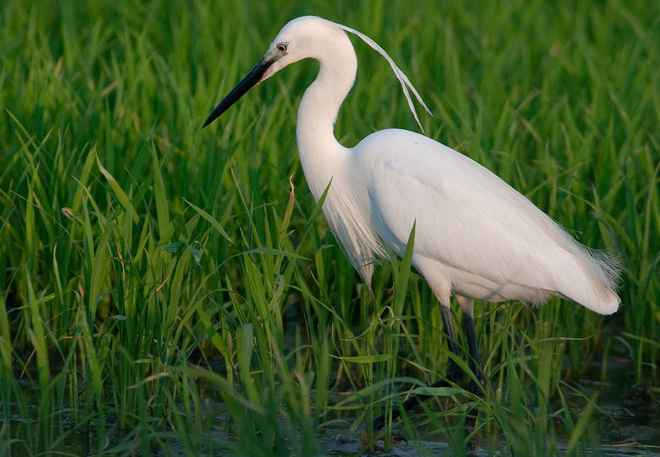
Plumage nuptial de l'aigrette garzette
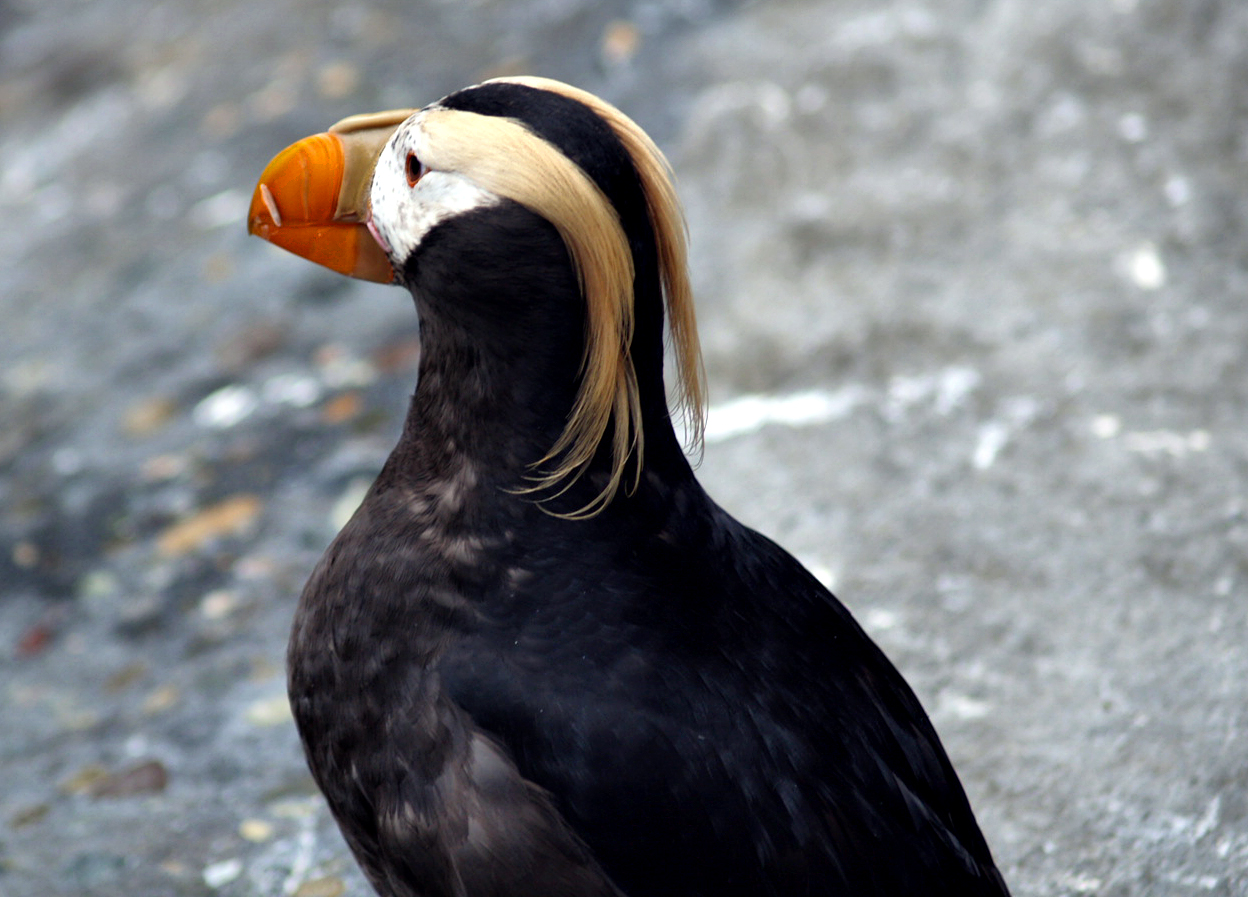
Les huppes du Macareux huppé
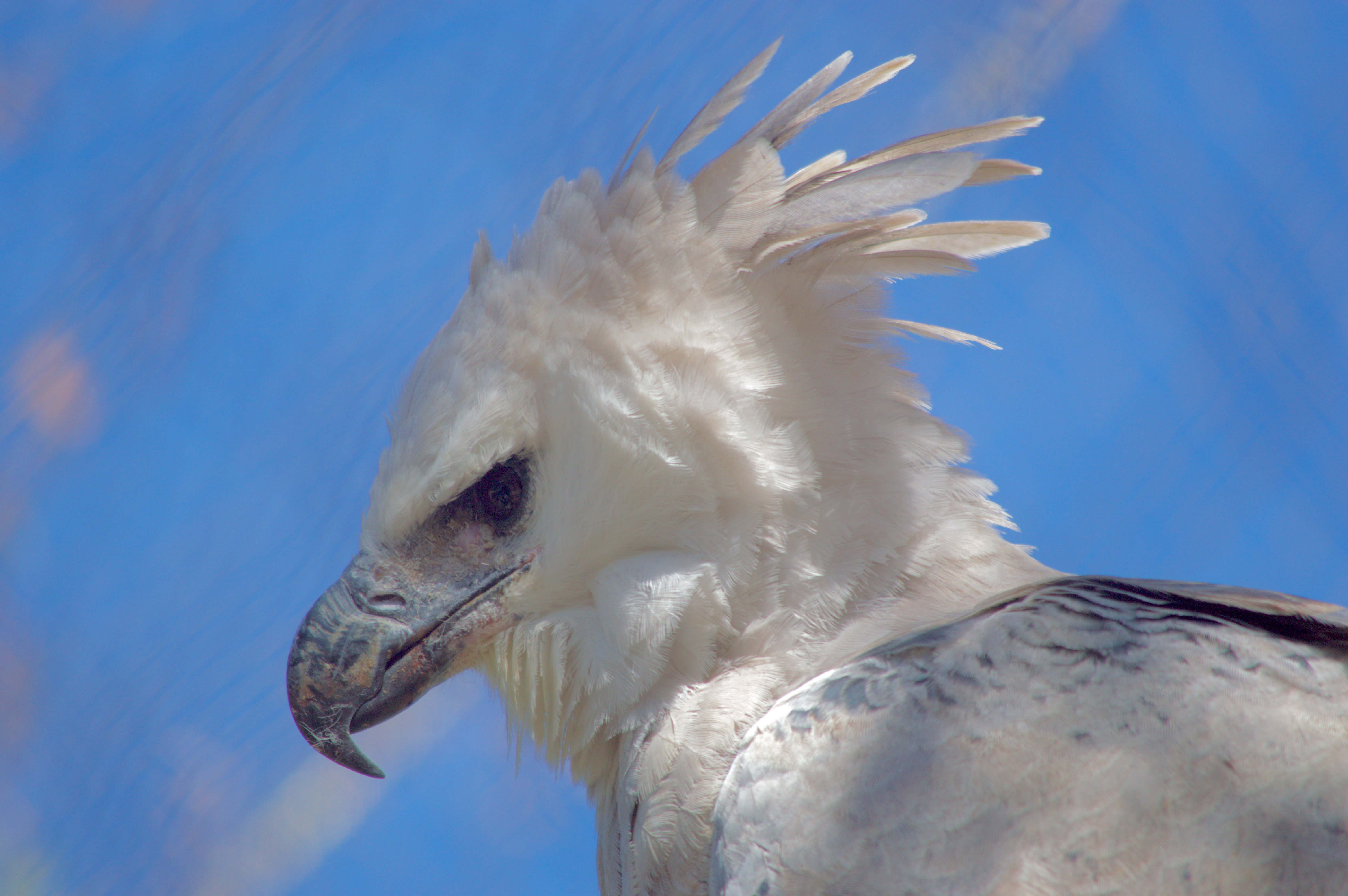
Huppe érectile d'une harpie féroce

## Fonction
Le principal usage des huppes et aigrettes est la communication, plus précisément le display (concept issu de l'éthologie). Ainsi, les aigrettes du grand-duc d'Europe sont maintenues basses lors de certains comportements (inquiétude ou repos) mais dressées lorsqu'il chante (parade) ou est irrité.
Les huppes peuvent être utilisées comme forme de défense pour effrayer les autres espèces menaçantes, faisant paraître l'oiseau plus grand lorsque la huppe est dressée.
Certaines espèces arborent une huppe ou des aigrettes uniquement lors des périodes de reproduction (plumage nuptial), mais pas en dehors (plumage internuptial). C'est notable chez les combattants variés ou les hérons garde-bœufs par exemple, mais c'est aussi vrai chez les cormorans huppés ou les aigrettes garzettes.

## Linguistique
La huppe fasciée était chassée pour son plumage vendu aux gens huppés. La « déhupper » (lui enlever l'aigrette), contracté en « duper », a désigné par amalgame au XIIIe siècle le fait de tromper une personne, la « plumer », en raison de l'aspect stupide de cet oiseau. Le pigeon plumé étant plus fréquent que la huppe fasciée, il finit par désigner au XVe siècle par métaphore, une personne dupée puis un sot, d'où l'expression « Se faire prendre ou passer pour un pigeon, se faire pigeonner ».

## Mythologie
Dans les Métamorphoses, le poète latin Ovide raconte l'histoire du roi thrace Térée, qui fut changé en huppe.

## Symbolisation mystique
Dans Le Langage des oiseaux du maître soufi Farid al-Din Attar, la huppe est le messager de l'invisible.